# لی چونشیا
لی چونشیا (انگلیسی: Li Chunxia؛ زادهٔ ۴ مارس ۱۹۷۷) بازیکن سافت‌بال زن اهل چین بود. در بازی‌های المپیک تابستانی ۲۰۰۴ شرکت کرده‌است.